# Bromian potasu
Bromian potasu (nazwa Stocka: bromian(V) potasu), E924, KBrO
3 – nieorganiczny związek chemiczny z grupy bromianów, sól kwasu bromowego i potasu. Stosowany w żywności jako ulepszacz.

## Otrzymywanie
Na niewielką skalę bromian potasu jest wytwarzany przez wprowadzenie bromu do roztworu wodorotlenku potasu:
6KOH + 3Br
2 → KBrO
3 + 5KBr + 3H
2O
Do produkcji na skalę przemysłową wykorzystuje się odpowiednie procesy elektrolityczne, np. utlenianie elektrolityczne wodnego roztworu bromku potasu z dodatkiem chromianu potasowego:
KBr + 3H
2O → KBrO
3 + 3H
2↑
Elektrolizę prowadzi się w temperaturze 35–45 °C na elektrodach z blachy platynowej z gęstością prądu w zakresie 10–20 A/dm². Podczas elektrolizy wytrąca się trudno rozpuszczalny bromian potasowy.
Można także uzyskiwać go jako produkt uboczny przy produkcji bromku potasu wytwarzanego poprzez absorpcję bromu z wody morskiej w węglanie potasu.